# Giorgina Reid
Giorgina Anzulata plus connue sous le nom de Giorgina Reid, était une gardienne de phare renommée, principalement connue pour son rôle dans la préservation du phare de Montauk sur l'île de Long Island. 

## Biographie
Née le 3 novembre 1908 à Trieste en Italie, Elle émigra aux États-Unis avec sa mère et développa une curiosité insatiable pour la compréhension du monde qui l'entourait. Malgré son jeune âge de 15 ans, elle fut acceptée à la Leonardo da Vinci Art School de New York, se spécialisant dans le design textile, où elle rencontra son futur mari, Donald Reid.
Le couple s'est établi dans le quartier du Queens, mais leur désir de posséder une résidence en bord de mer les a motivés à épargner pendant de nombreuses années afin d'acquérir une modeste habitation située au sommet des falaises de Rocky Point, sur l'île de Long Island. Cependant, leur propriété a été confrontée à une menace majeure due à l'érosion, notamment après avoir subi des pertes lors d'une violente tempête, qui a endommagé leur jardin. À ce moment-là, Donald envisageait sérieusement de vendre la propriété. En revanche, Georgina s'est fermement opposée à cette décision. Elle a rappelé une technique japonaise qu'elle avait lue auparavant, et a mis en place une ingénieuse installation pour contrer l'érosion. Cette solution novatrice a consisté en l'utilisation de roseaux creux, de planches de bois et de matériaux textiles pour prévenir davantage l'érosion.
Cette solution s'est avérée efficace, préservant leur jardin malgré les fortes pluies.

## Phare de Montauk

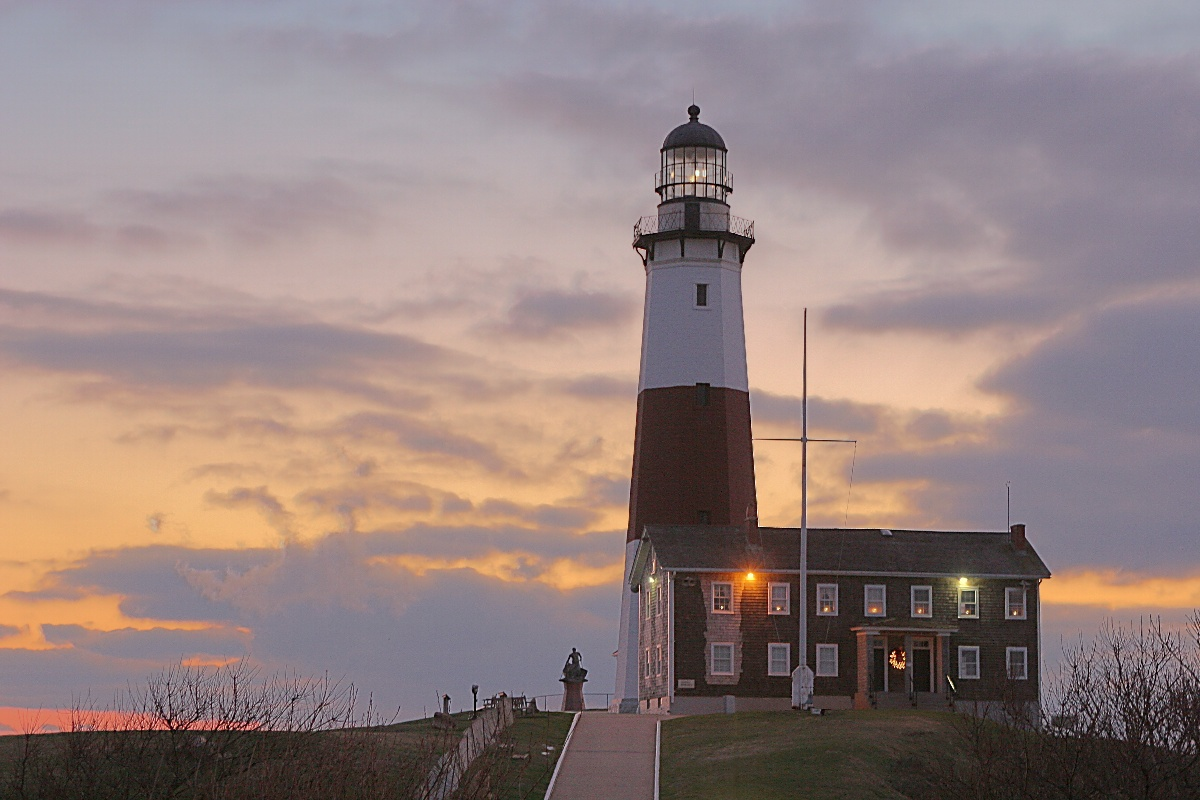
Le phare de Montauk en 2005.

Parallèlement, le phare de Montauk, situé à l'extrémité est de l'île, était menacé par l'érosion côtière et avait été condamné à être abandonné. Cependant, Georgina ne se résigna pas. Elle persuada les autorités de soutenir son projet peu coûteux pour préserver le phare.
Avec l'aide de bénévoles, dont son mari, des étudiants et des retraités, Georgina travailla pendant des années pour aménager la falaise autour du phare. En 1985, son travail acharné fut couronné de succès, le phare fut sauvé, devenant un monument historique ouvert aux touristes. Elle reçut une lettre de félicitations du président des États-Unis ainsi qu'un badge d'honneur de la société historique lors d'une cérémonie en son honneur.
Georgina, atteinte de la maladie d'Alzheimer à la fin de sa vie, fut entourée de soins dévoués de la part d'une ancienne bénévole de son équipe. Elle décéda à l'âge de 92 ans et fut enterrée aux côtés de son mari, portant fièrement son badge de la société historique. Son héritage demeure dans la salle qui porte son nom au phare de Montauk, un rappel de son dévouement à la préservation du patrimoine maritime.